# Bălțata (okręg Ardżesz)
Bălțata – wieś w Rumunii, w okręgu Ardżesz, w gminie Cuca. W 2011 roku liczyła 27 mieszkańców.